# Női 44 kg-os cselgáncs a 2015. évi nyári európai ifjúsági olimpiai fesztiválon
A 2015. évi nyári európai ifjúsági olimpiai fesztiválon a cselgáncs versenyszámokat Tbilisziben rendezték. A női 44 kilogrammos cselgáncs viadalokat július 28.-án rendezték.

## Mérkőzések
|  | Negyeddöntők            | Negyeddöntők            | Negyeddöntők |  |  | Elődöntők               | Elődöntők               | Elődöntők     |               |        | Döntő                   | Döntő                   | Döntő  |  |
|  |                         |                         |              |  |  |                         |                         |               |               |        |                         |                         |        |  |
|  | Laura Martinez Abelenda | Laura Martinez Abelenda | 012(1)       |  |  |                         |                         |               |               |        |                         |                         |        |  |
|  | Georgiana Ionita        | Georgiana Ionita        | 000(1)       |  |  | Laura Martinez Abelenda | Laura Martinez Abelenda | 002(0)        |               |        |                         |                         |        |  |
|  | Dominika Kincelova      | Dominika Kincelova      | 000(1)       |  |  | Melanie Vieu            | Melanie Vieu            | 000(2)        |               |        |                         |                         |        |  |
|  | Melanie Vieu            | Melanie Vieu            | 110(0)       |  |  |                         |                         |               |               |        | Laura Martinez Abelenda | Laura Martinez Abelenda | 000(1) |  |
|  | Olivia Anna Piechotta   | Olivia Anna Piechotta   | 100(0)       |  |  |                         |                         | Sofia Petitto | Sofia Petitto | 000(0) |                         |                         |        |  |
|  | Tamási Szandra          | Tamási Szandra          | 000(1)       |  |  | Olivia Anna Piechotta   | Olivia Anna Piechotta   | 000(2)        |               |        |                         |                         |        |  |
|  | Sofia Petitto           | Sofia Petitto           | 100(0)       |  |  | Sofia Petitto           | Sofia Petitto           | 010(0)        |               |        |                         |                         |        |  |
|  | Ljudmila Mercnik        | Ljudmila Mercnik        | 000(1)       |  |  |                         |                         |               |               |        |                         |                         |        |  |

Vigaszág
|  |                    |                    |                    |                    |                    |                       |                       |               |
|  | Vigaszág, elődöntő | Vigaszág, elődöntő | Vigaszág, elődöntő |                    |                    | Bronzmérkőzés         | Bronzmérkőzés         | Bronzmérkőzés |
|  | Vigaszág, elődöntő | Vigaszág, elődöntő | Vigaszág, elődöntő |                    |                    | Bronzmérkőzés         | Bronzmérkőzés         | Bronzmérkőzés |
|  |                    |                    |                    |                    |                    |                       |                       |               |
|  | Georgiana Ionita   | Georgiana Ionita   | 000(0)             | Dominika Kincelova | Dominika Kincelova | 000(0)                |                       |               |
|  | Georgiana Ionita   | Georgiana Ionita   | 000(0)             | Dominika Kincelova | Dominika Kincelova | 000(0)                |                       |               |
|  | Dominika Kincelova | Dominika Kincelova | 100(0)             |                    |                    | Olivia Anna Piechotta | Olivia Anna Piechotta | 000(1)        |
|  | Dominika Kincelova | Dominika Kincelova | 100(0)             |                    |                    | Olivia Anna Piechotta | Olivia Anna Piechotta | 000(1)        |
|  |                    |                    |                    |                    |                    |                       |                       |               |
|  | Tamási Szandra     | Tamási Szandra     | 010(2)             | Tamási Szandra     | Tamási Szandra     | 100(2)                |                       |               |
|  | Tamási Szandra     | Tamási Szandra     | 010(2)             | Tamási Szandra     | Tamási Szandra     | 100(2)                |                       |               |
|  | Ljudmila Mercnik   | Ljudmila Mercnik   | 000(0)             |                    |                    | Melanie Vieu          | Melanie Vieu          | 000(0)        |
|  | Ljudmila Mercnik   | Ljudmila Mercnik   | 000(0)             |                    |                    | Melanie Vieu          | Melanie Vieu          | 000(0)        |

## Végeredmény
| Helyezés | Név                     | Nemzet             |
| -------- | ----------------------- | ------------------ |
| Arany    | Sofia Petitto           | Olaszország        |
| Ezüst    | Laura Martinez Abelenda | Spanyolország      |
| Bronz    | Tamási Szandra          | Magyarország       |
| Bronz    | Dominika Kincelova      | Szlovákia          |
| 5.       | Olivia Anna Piechotta   | Egyesült Királyság |
| 5.       | Melanie Vieu            | Franciaország      |
| 7.       | Georgiana Ionita        | Románia            |
| 7.       | Ljudmila Mercnik        | Szlovénia          |